# Microregione di Umbuzeiro
Umbuzeiro è una microregione dello Stato di Paraíba in Brasile, appartenente alla mesoregione di Agreste Paraibano.

## Comuni
Comprende 5 comuni:
- Aroeiras
- Gado Bravo
- Natuba
- Santa Cecília
- Umbuzeiro